# Liste der Staatsoberhäupter 1938
Übersicht
◄◄ | ◄ | 1934 | 1935 | 1936 | 1937 | Liste der Staatsoberhäupter 1938 | 1939 | 1940 | 1941 | 1942 | ► | ►►

Weitere Ereignisse

## Afrika
- Ägypten
  - Staatsoberhaupt: König Faruq (1936–1952)
  - Regierungschef: Ministerpräsident Muhammad Mahmoud Pascha (1928–1929, 1937–1939)

- Äthiopien (1936–1941 von Italien besetzt)
  - Staats- und Regierungschef: Kaiser Haile Selassie (1930–1974) (1916–1930 Regent, 1936–1941 im Exil)

- Liberia
  - Staats- und Regierungschef: Präsident Edwin Barclay (1930–1944)

- Südafrika
  - Staatsoberhaupt: König Georg VI. (1936–1952)
    - Generalgouverneur: Patrick Duncan (1937–1943)

  - Regierungschef: Ministerpräsident J.B.M. Hertzog (1924–1939)

## Amerika

### Nordamerika
- Kanada
  - Staatsoberhaupt: König Georg VI. (1936–1952)
    - Generalgouverneur: John Buchan, 1. Baron Tweedsmuir (1935–1940)

  - Regierungschef: Premierminister William Lyon Mackenzie King (1921–1926, 1926–1930, 1935–1948)

- Mexiko
  - Staats- und Regierungschef: Präsident Lázaro Cárdenas del Río (1934–1940)

- Vereinigte Staaten von Amerika
  - Staats- und Regierungschef: Präsident Franklin D. Roosevelt (1933–1945)

### Mittelamerika
- Costa Rica
  - Staats- und Regierungschef: Präsident León Cortés Castro (1936–1940)

- Dominikanische Republik
  - Staats- und Regierungschef:
    - Präsident Rafael Trujillo (1930–16. August 1938, 1942–1952)
    - Präsident Jacinto Bienvenido Peynado (16. August 1938–1940)

- El Salvador
  - Staats- und Regierungschef: Präsident Maximiliano Hernández Martínez (1931–1934, 1935–1944)

- Guatemala
  - Staats- und Regierungschef: Präsident Jorge Ubico Castañeda (1931–1944)

- Haiti
  - Staats- und Regierungschef: Präsident Sténio Vincent (1930–1941)

- Honduras
  - Staats- und Regierungschef: Präsident Tiburcio Carías Andino (1933–1949)

- Kuba
  - Staats- und Regierungschef: Präsident Federico Laredo Brú (1936–1940)

- Nicaragua
  - Staats- und Regierungschef: Präsident Anastasio Somoza García (1937–1947, 1950–1956)

- Panama
  - Staats- und Regierungschef: Präsident Juan Demóstenes Arosemena Barreati (1936–1939)

### Südamerika
- Argentinien
  - Staats- und Regierungschef:
    - Präsident Agustín Pedro Justo (1932–20. Februar 1938)
    - Präsident Roberto María Ortiz (20. Februar 1938–1942)

- Bolivien
  - Staats- und Regierungschef: Präsident Germán Busch (1936, 1937–1939) (bis 28. Mai 1938 Vorsitzender der Regierungsjunta)

- Brasilien
  - Staats- und Regierungschef: Präsident Getúlio Vargas (1930–1945, 1951–1954)

- Chile
  - Staats- und Regierungschef:
    - Präsident Arturo Alessandri (1920–1924, 1925, 1932–24. Dezember 1938)
    - Präsident Pedro Aguirre Cerda (24. Dezember 1938–1941)

- Ecuador
  - Staats- und Regierungschef:
    - Oberster Staatschef Alberto Enríquez Gallo (1937–10. August 1938)
    - Präsident Mariano Suárez (10. August 1928–2. Dezember 1938) (kommissarisch)
    - Präsident Aurelio Mosquera Narváez (2. Dezember 1938–1939)

- Kolumbien
  - Staats- und Regierungschef:
    - Präsident Alfonso López Pumarejo (1934–7. August 1938, 1942–1945)
    - Präsident Eduardo Santos (7. August 1938–1942)

- Paraguay
  - Staats- und Regierungschef: Präsident Félix Paiva (1937–1939) (bis 12. Oktober 1938 kommissarisch)

- Peru
  - Staatsoberhaupt: Präsident Oscar R. Benavides (1914–1915, 1933–1939)
  - Regierungschef: Premierminister Ernesto Montagne (1936–1939)

- Uruguay
  - Staats- und Regierungschef:
    - Präsident Gabriel Terra (1931–19. Juni 1938)
    - Präsident Alfredo Baldomir (19. Juni 1938–1943)

- Venezuela
  - Staats- und Regierungschef: Präsident Eleazar López Contreras (1935–1936, 1936–1941)

## Asien

### Ost-, Süd- und Südostasien
- Bhutan
  - Herrscher: König Jigme Wangchuk (1926–1952)

- China
  - Staatsoberhaupt: Vorsitzender der Nationalregierung Lin Sen (1931–1943)
  - Regierungschef: Vorsitzender des Exekutiv-Yuans H. H. Kung (1. Januar 1938–1939)

- Britisch-Indien
  - Kaiser: Georg VI. (1936–1947)
  - Vizekönig: Victor Alexander John Hope (1936–1943)

- Japan
  - Staatsoberhaupt: Kaiser Hirohito (1926–1989)
  - Regierungschef: Premierminister Fürst Konoe Fumimaro (1937–1939)

- Mandschukuo (umstritten)
  - Staatsoberhaupt: Kaiser Puyi (1932–1945)
  - Regierungschef: Ministerpräsident Zhang Jinghui (1935–1945)

- Nepal
  - Staatsoberhaupt: König Tribhuvan (1911–1955)
  - Regierungschef: Ministerpräsident Juddha Shamsher Jang Bahadur Rana (1932–1945)

- Siam (heute: Thailand)
  - Staatsoberhaupt: König Ananda Mahidol (1935–1946)
  - Regierungschef:
    - General Phraya Phahon Phonphayuhasena (1933–11. September 1938)
    - Feldmarschall Phibul Songkhram (16. Dezember 1938–1944)

### Vorderasien
- Irak
  - Staatsoberhaupt: König Ghazi (1933–1939)
  - Regierungschef:
    - Ministerpräsident Jamil al-Midfai (1937–25. Dezember 1938)
    - Ministerpräsident Nuri as-Said (25. Dezember 1938–1940)

- Jemen
  - Herrscher: König Yahya bin Muhammad (1918–1948)

- Persien (heute: Iran)
  - Staatsoberhaupt: Schah Reza Schah Pahlavi (1925–1941)
  - Regierungschef: Ministerpräsident Mahmud Dscham (1935–1939)

- Saudi-Arabien
  - Staatsoberhaupt und Regierungschef: König Abd al-Aziz ibn Saud (1932–1953)

- Transjordanien (heute: Jordanien)
  - Herrscher: Emir Abdallah ibn Husain I. (1921–1951)

### Zentralasien
- Afghanistan
  - Staatsoberhaupt: König Mohammed Sahir Schah (1933–1973)
  - Regierungschef: Ministerpräsident Sardar Mohammad Hashim Khan (1929–1946)

- Mongolei
  - Staatsoberhaupt: Vorsitzender des Großen Staats-Churals Dansranbilegiin Dogsom (1936–1939)
  - Regierungschef: Vorsitzender des Rats der Volkskommissare Anandyn Amar (1936–1939)

- Tibet (umstritten)
  - Herrscher: Dalai Lama Tendzin Gyatsho (1935–1951)

## Australien und Ozeanien
- Australien
  - Staatsoberhaupt: König Georg VI. (1936–1952)
  - Generalgouverneur: Earl Alexander Hore-Ruthven (1936–1945)
  - Regierungschef: Premierminister Joseph Lyons (1932–1939)

- Neuseeland
  - Staatsoberhaupt: König Georg VI. (1936–1952)
  - Generalgouverneur: Viscount George Monckton-Arundell (1935–1941)
  - Regierungschef: Premierminister Michael Joseph Savage (1935–1940)

## Europa
- Albanien
  - Staatsoberhaupt: König Ahmet Zogu (1925–1939, 1943–1946)
  - Regierungschef: Ministerpräsident Kostaq Kota (1928–1930, 1936–1939)

- Andorra
  - Co-Fürsten:
    - Staatspräsident von Frankreich: Albert Lebrun (1932–1940)
    - Bischof von Urgell: Justí Guitart i Vilardebò (1920–1940)

- Belgien
  - Staatsoberhaupt: König Leopold III. (1934–1951) (1940–1945 in deutscher Gefangenschaft, 1945–1950 im Schweizer Exil)
  - Regierungschef:
    - Ministerpräsident Paul-Émile Janson (1937–15. Mai 1938)
    - Ministerpräsident Paul-Henri Spaak (15. Mai 1938–1939, 1946, 1947–1949)

- Bulgarien
  - Staatsoberhaupt: Zar Boris III. (1918–1943)
  - Regierungschef: Ministerpräsident Georgi Kjosseiwanow (1935–1940)

- Dänemark
  - Staatsoberhaupt: König Christian X. (1912–1947) (1918–1944 König von Island)
  - Regierungschef: Ministerpräsident Thorvald Stauning (1924–1926, 1929–1942)

- Deutsches Reich
  - Staats- und Regierungschef: „Führer und Reichskanzler“ Adolf Hitler (1933–1945)

- Estland
  - Staatsoberhaupt: Präsident Konstantin Päts (1921–1922, 1923–1924, 1931–1932, 1932–1933, 1933–1940) (1918–1919, 1934–1937 Ministerpräsident)
  - Regierungschef: Ministerpräsident Kaarel Eenpalu (9. Mai 1938–1939) (1932 Präsident)

- Finnland
  - Staatsoberhaupt: Präsident Kyösti Kallio (1937–1940) (1922–1924, 1925–1926, 1929–1930, 1936–1937 Ministerpräsident)
  - Regierungschef: Ministerpräsident Aimo Kaarlo Cajander (1922, 1924, 1937–1939)

- Frankreich
  - Staatsoberhaupt: Präsident Albert Lebrun (1932–1940)
  - Regierungschef:
    - Präsident des Ministerrats Camille Chautemps (1930, 1933–1934, 1937–13. März 1938)
    - Präsident des Ministerrats Léon Blum (1936–1937, 13. März 1938–10. April 1938, 1946–1947)
    - Präsident des Ministerrats Édouard Daladier (1933, 1934, 10. April 1938–1940)

- Griechenland
  - Staatsoberhaupt: König Georg II. (1922–1924, 1935–1947) (1941–1946 im Exil)
  - Regierungschef: Ministerpräsident Ioannis Metaxas (1936–1941)

- Irland
  - Staatsoberhaupt:
    - Presidential Commission (1937–25. Juni 1938) (kommissarisch)
    - Präsident Douglas Hyde (25. Juni 1938–1945)

  - Regierungschef: Taoiseach Éamon de Valera (1932–1948, 1951–1954, 1957–1959) (1959–1973 Präsident)

- Italien
  - Staatsoberhaupt: König Viktor Emanuel III. (1900–1946)
  - Regierungschef: Duce Benito Mussolini (1922–1943)

- Jugoslawien
  - Staatsoberhaupt: König Peter II. (1934–1945) (1941–1945 im Exil)
    - Regent: Prinz Paul (1934–1941)

  - Regierungschef: Ministerpräsident Milan Stojadinović (1935–1939)

- Lettland
  - Staatsoberhaupt: Präsident Kārlis Ulmanis (1936–1940) (1918–1919, 1919–1921, 1925–1926, 1931, 1934–1940 Ministerpräsident)
  - Regierungschef: Ministerpräsident Kārlis Ulmanis (1918–1919, 1919–1921, 1925–1926, 1931, 1934–1940) (1936–1940 Präsident)

- Liechtenstein
  - Staatsoberhaupt:
    - Fürst Franz I. (1929–1938)
      - Regent Prinz Franz Josef (30. März 1938–25. Juli 1938) (1938–1989 Fürst)

    - Fürst Franz Josef II. (25. Juli 1938–1989)

  - Regierungschef Josef Hoop (1928–1945)

- Litauen
  - Staatsoberhaupt: Präsident Antanas Smetona (1918–1920, 1926–1940)
  - Regierungschef:
    - Ministerpräsident Juozas Tūbelis (1929–24. März 1938)
    - Ministerpräsident Vladas Mironas (24. März 1938–1939)

- Luxemburg
  - Staatsoberhaupt: Großherzogin Charlotte (1919–1964) (1940–1945 im Exil)
  - Regierungschef: Staatsminister Pierre Dupong (1937–1953) (1940–1945 im Exil)

- Monaco
  - Staatsoberhaupt: Fürst Louis II. (1922–1949)
  - Regierungschef: Staatsminister Émile Roblot (1937–1944)

- Niederlande
  - Staatsoberhaupt: Königin Wilhelmina (1890–1948) (1940–1945 im Exil)
  - Regierungschef: Ministerpräsident Hendrikus Colijn (1925–1926, 1933–1939)

- Norwegen
  - Staatsoberhaupt: König Haakon VII. (1906–1957) (1940–1945 im Exil)
  - Regierungschef: Ministerpräsident Johan Nygaardsvold (1935–1945) (1940–1945 im Exil)

- Österreich
  - Staatsoberhaupt: Bundespräsident Wilhelm Miklas (1928–13. März 1938)
  - Regierungschef:
    - Bundeskanzler Kurt Schuschnigg (1934–11. März 1938)
    - Bundeskanzler Arthur Seyß-Inquart (11. März–13. März 1938, dann Anschluss Österreichs an das Deutsche Reich)

- Polen
  - Staatsoberhaupt: Präsident Ignacy Mościcki (1926–1939)
  - Regierungschef: Ministerpräsident Felicjan Sławoj Składkowski (1936–1939)

- Portugal
  - Staatsoberhaupt: Präsident Óscar Carmona (1925–1951)
  - Regierungschef: Ministerpräsident António de Oliveira Salazar (1932–1968)

- Rumänien
  - Staatsoberhaupt: König Karl II. (1930–1940)
  - Regierungschef:
    - Ministerpräsident Octavian Goga (1937–11. Februar 1938)
    - Ministerpräsident Miron Cristea (11. Februar–6. März 1938)
    - Ministerpräsident Armand Călinescu (7. März 1938–1939)

- San Marino
  - Capitani Reggenti:
    - Marino Rossi (1920, 1927–1928, 1934, 1937–1. April 1938) und Giovanni Lonfernini (1934, 1937–1. April 1938, 1941–1942)
    - Manlio Gozi (1926, 1930, 1. April 1938–1. Oktober 1938) und Luigi Mularoni (1. April 1938–1. Oktober 1938)
    - Carlo Balsimelli (1920–1921, 1933–1934, 1. Oktober 1938–1939, 1942–1943) und Celio Gozi (1. Oktober 1938–1939, 1942)

  - Regierungschef: Außenminister Giuliano Gozi (1918–1943)

- Schweden
  - Staatsoberhaupt: König Gustav V. (1907–1950)
  - Regierungschef: Ministerpräsident Per Albin Hansson (1936–1946)

- Schweiz[1]
  - Bundespräsident: Johannes Baumann (1938)
  - Bundesrat:
    - Giuseppe Motta (1911–1940)
    - Marcel Pilet-Golaz (1929–1944)
    - Albert Meyer (1930–31. Dezember 1938)
    - Rudolf Minger (1930–1940)
    - Philipp Etter (1934–1959)
    - Johannes Baumann (1934–1940)
    - Hermann Obrecht (1935–1940)

- Sowjetunion
  - Parteichef: Generalsekretär der KPdSU Josef Stalin (1922–1953)
  - Staatsoberhaupt: Vorsitzender des Präsidiums des obersten Sowjets Michail Iwanowitsch Kalinin (1922–1946)
  - Regierungschef:
    - Vorsitzender des Ministerrats Wjatscheslaw Michailowitsch Molotow (1930–6. Mai 1941)

- Spanien (Bürgerkrieg)
  - Spanische Republik
    - Staatsoberhaupt:
      - Präsident Manuel Azaña (1936–1939)

    - Regierungschef:
      - Ministerpräsident Juan Negrín (1937–1939)

  - Estado Español
    - Staatsoberhaupt:
      - Caudillo Francisco Franco (1936–1975)

    - Regierungschef:
      - Regierungspräsident Francisco Gómez-Jordana Sousa (1937–30. Januar 1938)
      - Regierungspräsident Francisco Franco (30. Januar 1938–1973)

- Tschechoslowakei
  - Staatsoberhaupt:
    - Präsident Edvard Beneš (1935–5. Oktober 1938, 1945–1948) (1921–1922 Ministerpräsident)
    - Ministerpräsident Jan Syrový (5. Oktober–30. November 1938) (kommissarisch)
    - Präsident Emil Hácha (30. November 1938–1939)

  - Regierungschef:
    - Ministerpräsident Milan Hodža (1935–22. September 1938)
    - Ministerpräsident Jan Syrový (22. September–1. Dezember 1938)
    - Ministerpräsident Rudolf Beran (1. Dezember 1938–1939)

- Türkei
  - Staatsoberhaupt:
    - Präsident Kemal Atatürk (1923–10. November 1938)
    - Präsident İsmet İnönü (11. November 1938–1950)

  - Regierungschef: Ministerpräsident Celâl Bayar (1937–1939)

- Ungarn
  - Staatsoberhaupt: Reichsverweser Miklós Horthy (1920–1944)
  - Regierungschef:
    - Ministerpräsident Kálmán Darányi (1936–14. Mai 1938)
    - Ministerpräsident Béla Imrédy (14. Mai 1938–1939)

- Vatikanstadt
  - Staatsoberhaupt: Papst Pius XI. (1929–1939)
  - Regierungschef:
    - Kardinalstaatssekretär Eugenio Pacelli (1930–1939)

- Vereinigtes Königreich
  - Staatsoberhaupt: König Georg VI. (1936–1952)
  - Regierungschef: Premierminister Arthur Neville Chamberlain (1937–1940)